# Caserío Urrutume

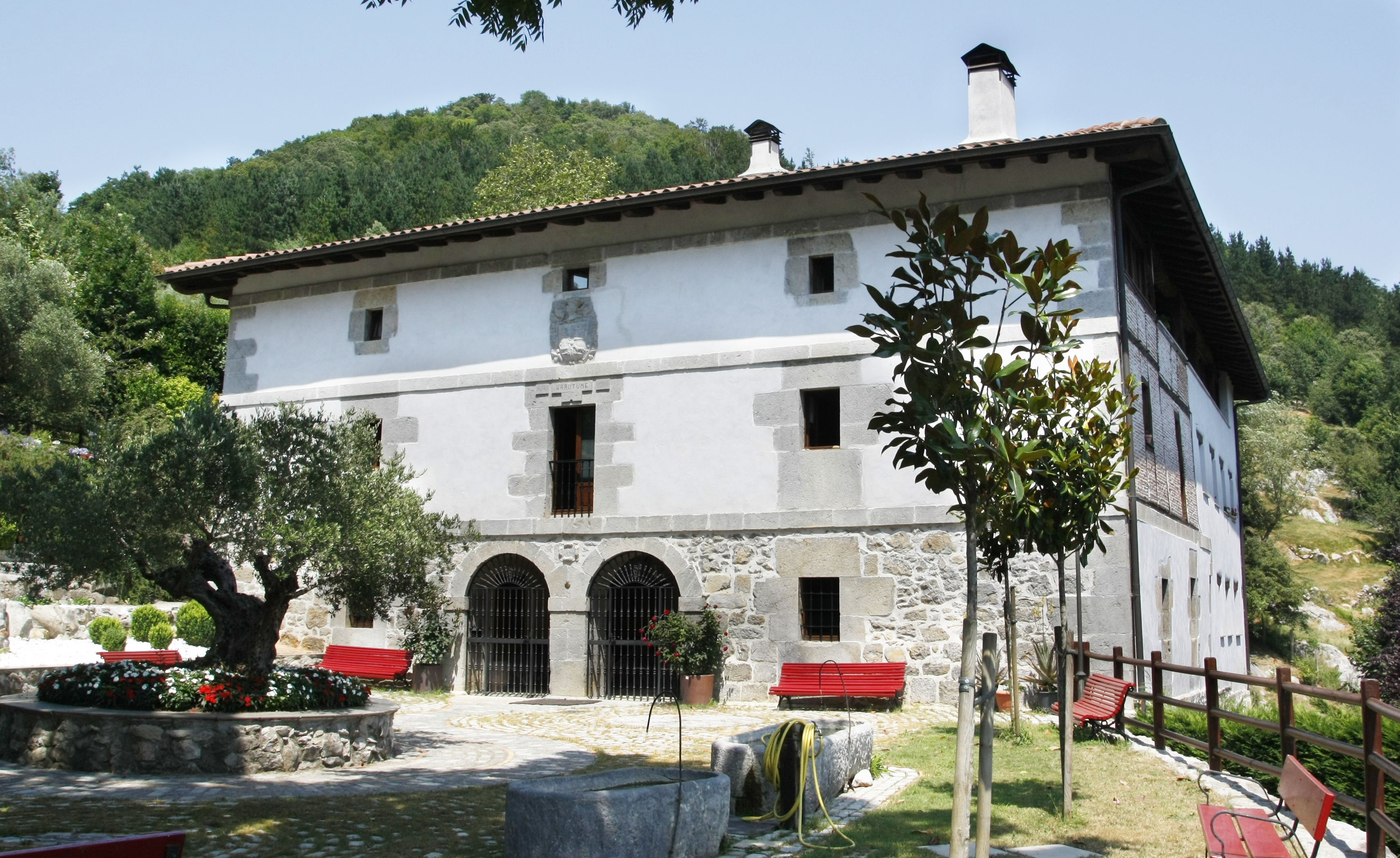
Caserío Urrutume

El caserío Urrutume es una edificación barroca de soportal con arcos, ubicado en el barrio de Olateaga, del término municipal de Albístur (Guipúzcoa, España).
Es una construcción compacta y aislada sin construcciones anejas, de planta rectangular de considerables dimensiones y tejado a cuatro aguas, con planta baja, primera y bajo cubierta. Se levanta a media ladera sobre un desnivel del terreno y presenta por este motivo fachadas laterales de diferente altura. El caserío se apareja en mampostería revocada y presenta sillares de caliza gris en los esquinales y en los vanos de la fachada principal. La sillería caliza también se muestra en impostas corridas que abarcan la fachada oeste y parte de la sur y en el doble arco del acceso. También existen paramentos de entramado con ladrillo, siendo visibles los pies derechos y jabalcones que conforman el entramado.

## Fachadas
La fachada principal se orienta hacia el oeste y es de composición simétrica, presenta una disposición ordenada de tres ejes de vanos con dos arcos de medio punto en planta baja. Los arcos se disponen simétricos respecto al eje central. Este eje central se organiza de abajo arriba mediante los dos arcos gemelos, actualmente ciego el de la derecha. Sobre el encuentro de los dos arcos se ubica una cartela que lleva el anagrama de JHS. Encima, en la planta primera, se abre una ventana balconera central con antepecho metálico. El vano del balcón lleva sencilla decoración de placas en la que aparece una inscripción con fecha -1690- en su parte superior. Sobre el dintel, en bajo cubierta, lleva una piedra armera barroca de escudo hidalgo cuartelado, con dos castillos, llave y lobo pasante y sobre el escudo una pequeña ventana de ventilación. Los ejes laterales son idénticos entre sí y presentan ventanas con recercos del mismo tamaño en planta baja y primera, y vanos más pequeños de ventilación en la planta del desván. Todos los huecos se recercan con sillares y se marca la división de alturas de la línea de los forjados mediante impostas corridas horizontales, continuando la inferior sobre la fachada sur hasta aproximadamente la mitad del paramento. Este lateral debido al desnivel gana en altura.
La fachada sur presenta cuatro tramos, dos más estrechos en su parte izquierda con un paramento de entramado de madera relleno con ladrillo encalado y otros dos de mayor anchura que tienen dos ejes de vanos en un paramento revocado. En esta fachada se abren ocho vanos desiguales, cuatro en cada planta, y la bajo cubierta queda parcialmente abierta salvo el extremo derecho que presenta un vano. Esta fachada asienta sobre un muro con un aparejo bastante regular, casi sillarejo que recuerda al denominado aparejo gótico. En la fachada norte se abre un gran acceso adintelado y presenta varias saeteras. La fachada este presenta varios vanos de distribución irregular y desván abierto.

## Estructura
La estructura del edificio es mixta con fachadas portantes de piedra y entramado de madera en parte de la fachada sur. Interiormente consta de un sistema de gruesos postes de madera que articulan el espacio en cuatro crujías sobre las que se asientan grandes vigas que soportan la soliveria, y que sirven de base a su vez a los pies derechos que, mediante un complejo sistema de jabalcones y tirantes, sustentan las vigas y cabríos de cubierta a cuatro aguas, con enlatado y cobertura de teja cerámica. Los postes se disponen en bajo cubierta dejando libre el espacio central y ligándose por jácenas y puentes, que soportan las correas y dos cuchillos simples de par y puente sobre los que descansa la corta cumbrera de una armadura a cuatro vertientes. Destacan las uniones de las piezas de madera mediante pasadores y ensamblajes oblicuos con forma de "ala de golondrina" y marcas del montaje de las piezas.

## Interior
El caserío mantiene una distribución funcional, dedicando a vivienda la parte delantera de la edificación en planta baja y primera, cuadra y pajar en el resto y gran desván-secadero en la bajo cubierta. En la planta baja, un muro divide la parte delantera de la cuadra. En la delantera se ubican diversas dependencias, con la cocina en su parte derecha. Los vanos de fachada presentan arcos escarzanos interiores. En primera planta, la parte residencial ocupa mayor espacio que en planta baja, debido a ampliaciones de esta zona de habitación. En la bajo cubierta, se puede apreciar la complejidad de la armadura.